# Nazionale femminile di calcio della Lettonia
La nazionale di calcio femminile della Lettonia  è la rappresentativa calcistica femminile internazionale della Lettonia, gestita dalla Federazione calcistica della Lettonia (LFF).
In base alla classifica emessa dalla Fédération Internationale de Football Association (FIFA) il 20 agosto 2021, la nazionale femminile occupa il 102º posto del FIFA/Coca-Cola Women's World Ranking.
Come membro dell'UEFA partecipa a vari tornei di calcio internazionali, come al Campionato mondiale FIFA e al Campionato europeo UEFA.

## Storia
La nazionale lettone fa il suo esordio nelle per le qualificazioni al Campionato europeo femminile di calcio nel 2009 in cui colleziona tre sconfitte in altrettante partite contro Israele, la Bosnia ed Erzegovina e l'Armenia uscendo quindi nella prima fase a gruppi.
Nel 2011 nelle Qualificazioni al campionato europeo femminile di calcio 2013 riesce a collezionare la prima vittoria contro la Lituania ma le sconfitte contro il Lussemburgo e la Repubblica di Macedonia la costringono di nuovo a un'eliminazione nella prima fase a gruppi
Le successive Qualificazioni al campionato europeo femminile di calcio 2017 vedono la nazionale di nuovo eliminata nella prima fase a gruppi a causa di una vittoria, un pareggio e una sconfitta.

## Partecipazioni a campionati internazionali
Campionato mondiale
- 1991: non partecipante
- 1995: non partecipante
- 1999: non partecipante
- 2003: non partecipante
- 2007: non partecipante
- 2011: non partecipante
- 2015: non qualificata
- 2019: non qualificata
- 2023: non qualificata

Campionato europeo
- 1991: non partecipante
- 1993: non partecipante
- 1995: non qualificata
- 1997: non partecipante
- 2001: non partecipante
- 2005: non partecipante
- 2009: non qualificata
- 2013: non qualificata
- 2017: non qualificata
- 2022: non qualificata
- 2025: non qualificata

## Rosa
Le calciatrice di seguito sono state convocate per giocare le Qualificazioni al campionato europeo femminile di calcio 2017 dal 4 aprile al 9 aprile, 2015. 

Presenze e gol sono aggiornati al 6 aprile 2015, dopo l'incontro col la Moldavia.
| N. | Pos. | Giocatore            | Data nascita (età) | Pres. | Reti | Squadra                        |
| -- | ---- | -------------------- | ------------------ | ----- | ---- | ------------------------------ |
| 12 | P    | Marija Ibragimova    | 17 settembre 1996  | 2     | 0    | Rīgas Futbola skola            |
| 1  | P    | Anastasija Čumika    | 7 dicembre 1996    | 0     | 0    | FK Liepāja                     |
| 23 | P    | Ennija-Anna Vaivode  | 28 dicembre 1993   | 0     | 0    | FK Liepāja                     |
| 7  | D    | Jekaterina Antipina  | 28 luglio 1998     | 0     | 0    | FK Liepāja                     |
| 2  | D    | Anastasija Čemertāne | 17 ottobre 1999    | 0     | 0    | Rīgas Futbola skola            |
| 18 | D    | Karīna Lūse          | 24 marzo 1993      | 0     | 0    | Rīgas Futbola skola            |
| 17 | D    | Džuljeta Tamsone     | 2 luglio 1997      | 2     | 0    | FK Liepāja                     |
| 10 | D    | Anastasija Ročāne    | 7 giugno 1992      | 2     | 0    | Rīgas Futbola skola (Capitano) |
| 4  | D    | Elīza Spruntule      | 11 gennaio 1993    | 2     | 0    | Rīgas Futbola skola            |
| 3  | D    | Anna Propošina       | 28 novembre 1990   | 2     | 0    | FK Liepāja                     |
| 15 | C    | Ieva Bidermane       | 6 novembre 1984    | 2     | 0    | Riga United FC                 |
| 14 | C    | Tatjana Baličeva     | 6 aprile 1998      | 2     | 0    | FK Liepāja                     |
| 9  | C    | Rebeka Tīle          | 8 novembre 1994    | 1     | 0    | FK Liepāja                     |
| 6  | C    | Olga Matīsa          | 15 luglio 1986     | 2     | 0    | Rīgas Futbola skola            |
| 13 | A    | Sandra Voitāne       | 16 settembre 1999  | 2     | 1    | VRS/Optimists-R                |
| 8  | A    | Anastasija Tarasova  | 1º settembre 1998  | 2     | 0    | FK Liepāja                     |
| 5  | A    | Kristīne Giržda      | 7 gennaio 1993     | 1     | 0    | FK Liepāja                     |
| 11 | A    | Renāte Fedotova      | 12 dicembre 1996   | 2     | 1    | Rīgas Futbola skola            |
| 16 | A    | Liene Vāciete        | 14 giugno 1991     | 2     | 2    | Riga United FC                 |